# Cuatrillón
En la escala numérica larga utilizada tradicionalmente en español, y en la mayoría de los países de Europa Continental, un cuatrillón equivale a un millón de trillones, o 1024:
| {\displaystyle un\ cuatrill{\acute {o}}n=10^{24}} {\displaystyle un\ cuatrill{\acute {o}}n=(1\,000\,000)^{4}} {\displaystyle un\ cuatrill{\acute {o}}n=1\;000\;000\;000\;000\;000\;000\;000\;000\;} |

Como dice el Diccionario de uso del español de María Moliner, esta palabra en el lenguaje corriente tiene poca aplicación y en matemáticas se usa 1024. Su prefijo en el sistema internacional de unidades es Yotta.